# D (banda)
D es una banda del género Visual kei, con fuertes influencias del Metal/Rock y que han sido parte de la escena durante más de 10 años. Formada en 2003 por ASAGI y Ruiza luego de que su antigua banda Syndrome se disolviera. Han pasado por varios cambios de discográficas siendo la más importante para su carrera y con mayor número de lanzamientos God Child Records, sin embargo en la actualidad pertenecen a Victor Entertainment.

## Historia

### Inicios
Después de que Syndrome se separará, Asagi (ex- JE*REVIENS), Ruiza (ex- Distray, ex- Laybial) y Sin (ex- With sexy, ex- Vasalla) decidieron que querían continuar su trabajo juntos. Ellos reclutaron a Rena (ex- Persona) y a Hiroki (ex- Aioria, ex- S to M), y crearon el grupo D.
Su primera presentación fue en un evento llamado "Shock Jam 2003", el 6 de abril de 2003.
Generalmente un nuevo grupo, realiza su primera presentación en un festival con muchos grupos desconocidos en una sala oscura, pero fue diferente para D. Algunos de los otros grupos que participaron en este evento fueron Kagrra, Nightmare y Lareine.
Ellos participaron en algunos otros eventos, pero desafortunadamente, Sin, decidió abandonar el grupo en julio.
Su primer miniálbum fue lanzado un mes después, el 18 de julio, y se llamó "New blood".
Poco tiempo después Ruiza fue repentinamente hospitalizado por razones desconocidas, y no fue capaz de tocar con el grupo hasta septiembre. En vez de cancelar sus conciertos, los otros integrantes, decidieron continuar sus presentaciones, pero usaron el nombre "Night of the Children".
Por ese tiempo, se unió Hide-zou al grupo, como segundo guitarrista, reemplazando a Sin.
El 27 de noviembre, D tuvo su primer concierto "one-man" en Meguro Rock May Kan que fue llamado "Believe or not believe". Ese mismo día también distribuyeron su sencillo "Alice".
Su siguiente lanzamiento fue en enero de 2004; este fue el miniálbum "Paradox". Este miniálbum alcanzó a ocupar la posición número 13 de los rankings Oricon indies, cosa que es un gran logro.
Participaron en varias giras y eventos, y el 6 de mayo tuvieron otro "one-man", llamado "Yume narishi kuuchuu teien". Un video conmemorativo fue distribuido gratuitamente en esa ocasión.
Poco tiempo después lanzaron un maxisencillo con el mismo nombre. Este maxisencillo se hizo muy popular; estuvo agotado completamente en muy poco tiempo, y alcanzó la quinta posición de los rankings Oricon de indies.
En mayo, junio, julio y agosto hicieron muchas presentaciones, incluyendo varios conciertos "one-man".
En noviembre también presentaron algo, y en los conciertos del 4, 11 y 23 de noviembre, distribuyeron su maxisencillo "Mayutsuki no hitsugi". Parecían ser 3 singles diferentes, uno por cada noche, pero cada uno contenía las mismas dos canciones.
A finales de 2004, lanzaron el miniálbum "New Blood -second impact-" que contenía las canciones del miniálbum "New Blood" regrabadas y además incluyeron una nueva canción.
El 12 de enero de 2005, lanzaron el maxisencillo "Mahiru no koe ~Synchronicity~", que contenía cuatro canciones.
El 22 de junio lanzaron el maxisencillo "yami yori kurai doukoku no a cappella to bara yori akai jounetsu no aria", que contenía 2 canciones, de este sencillo salieron dos ediciones, una normal y una con un DVD con el primer PV del grupo (de la canción que le da el nombre al maxisencillo).
El 24 de julio el bajista, Rena, anunció que se retiraba del grupo.
El 26 de septiembre tuvieron un concierto en Shibuya-AX y dos días después lanzaron su primer álbum, "The name of the ROSE".
En diciembre llegó un reemplazo para Rena, Tsunehito, quien venía del grupo SCISSOR que se había separado el mes anterior.
Con la llegada de Tsunehito tuvieron varios re-lanzamientos, el primero fue el de "The name of the ROSE", que salió en febrero e incluía tres canciones de lanzamientos anteriores pero esta vez con Tsunehito como bajista.
Entre el 20 de marzo y el 21 de mayo realizaron una gira para celebrar su tercer aniversario.
En mayo relanzaron con Tsunehito dos discos más, el miniálbum "Paradox" y el maxisencillo "Yumenarishi kuuchuu teien" que incluía una nueva canción, Love means sacrifice.
El 12 de julio, el guitarrista Ruiza lanzó un miniálbum llamado "amenity gain", el que incluía cinco canciones instrumentales.
Desde el 19 de julio al 30 del mismo mes, realizaron la gira Tomeihan 2 days one man, en la que se presentaron en Tokio, Nagoya y Osaka.
El 20 de septiembre Asagi también decidió lanzar un trabajo en solitario, un CD+DVD llamado "Corvinus", además de un perfume con el mismo nombre.
Que algunos integrantes hayan estado ocupados lanzando trabajos en solitario no significa que el grupo haya pausado sus actividades, ya que el 3 de agosto lanzaron el sencillo "Taiyou wo Houmuru Hi", el que incluía el primer PV desde que Tsunehito se uniera al grupo.
Para el 18 de octubre se espera el lanzamiento del segundo álbum del grupo "Tafel Anatomie".
Después de la edición de tres singles más, vino su tercer Full Lenght llamado "Neo Culture ~Beyond the World~" que salió en tres ediciones, dos Especiales Limitadas y una Regular. Con este álbum realizan su última gira como banda indie llamada Follow me teniendo un DVD llamado LIVE DVD「LAST INDIES TOUR2008 Follow me~05.05 FINAL 赤坂BLITZ」初回限定盤、通常盤.

### Debut Major
Su primer lanzamiento como banda Major, bajo su nueva casa discográfica Avex Trax, fue el sencillo en 3 ediciones "BIRTH" que incluía su respectivo PV. Luego fue el turno de "Yami no Kuni no Alice" que también fue en 3 ediciones y que incluyó su respectivo PV. Entre tanto se realizó un Tour para aludir a estos dos últimos lanzamientos: D TOUR2008 「Alice in Dark edge」. Finalmente salió en venta "Snow White", que como los dos anteriores fue lanzado en 3 ediciones e incluía su respectivo PV.
Ya con todo esto la banda edita su primer Full Album como banda Major llamado "Genetic World" que fue entregado en 3 ediciones, 2 limitadas y una regular. Incluyó un PV con la canción principal: Noctunal.
Con el último concierto realizado, 「Alice in Dark edge」, se hicieron un Live Album y un Live DVD con el mismo nombre, puestos en venta. Para promocionar el último Álbum, D se lanzó a por un Tour llamado D TOUR2009 「Genetic World」 que comenzó el 4 de abril y terminó el 20 de mayo. Posterior a eso han hecho algunas presentaciones, tales como una para el FanClub Oficial Ultimate Lover.
Para el 23 de septiembre del 2009 se aunucia el lanzamiento de un nuevo sencillo, el título elegido para este fue "Tightrope". Salió en 3 ediciones, como ya es costumbre en los lanzamientos del grupo; 2 limitadas y 1 regular junto con incluir el PV del sencillo.
Se anticipa el lanzamiento del PV de la canción Tightrope. Estuvo disponible desde el 8 de septiembre.
D participó en el V-Rock Festival '09 realizado entre el 24 y 25 de octubre, donde hizo su presentación mostrando sus más recientes canciones.
Al 2 de diciembre la banda trae un nuevo sencillo "Day by Day" emitido en 3 ediciones. Las que traen el PV y el Making Off del mismo. La canción Day by Day fue usada en un juego móvil llamado "Love Summit"
El primer sencillo del 2010 de la banda se llama Kaze ga Mekuru Page, el tema fue usado como opening para el dorama Shinsengumi Peacemaker. Su segundo álbum como banda major se llamara 7th Rose, y será lanzado el 24 de marzo.
El 31 de marzo se lanza el DVD llamado "D First Video Clips", con dos discos, el primero trae algunos de los PVs de la banda y el segundo disco trae episodios de Bara no Yokata, mas una recompilación del tour Genetic World del año 2009.
El 28 de julio se lanza un nuevo sencillo de D, "Akaki Hitsuji ni Yoru Bansankai". Como es costumbre, sale en 3 ediciones, 2 limitadas y una regular. En los Type A y B viene un DVD con el PV del tema "Akaki Hitsuji ni Yoru Bansankai".
Poco después de la salida de este sencillo, se anunció uno nuevo. Su nombre, In the Name of Justice. que se lanza el 17 de noviembre. La edición Limitada A viene con tres canciones y un DVD con el PV de 'In the Name of Justice', la Limitada B viene con cuatro canciones y un DVD con el Making Of del PV, y la Regular viene con cuatro canciones. Todas las versiones vienen con una canción Voiceless de la canción que da nombre al sencillo.
El 26 de enero de este año, fue lanzado un CD con bandas actuales japonesas haciendo covers de éxitos Visual kei de los 90. El disco fue titulado CRUSH! -90′s V-Rock Best Hit Cover Songs-, el cual cuenta con la participación de bandas tales como Matenrou Opera, 12012, DOG in the PWO, etc. A D le correspondió hacer cover de una canción de la popular banda MALICE MIZER, "Gekka no Yasoukyoku".
El 12 de enero de 2011, fue lanzado su tercer álbum como banda Major, VAMPIRE SAGA, el cual contiene 14 canciones en total. El Type A del álbum, vendrá con un 2.º disco incluido que contiene canciones de los sencillos anteriores Snow White, Tightrope y Akaki Hitsuji ni Yoru Bansankai. Sin embargo, la fecha de salida esta edición del disco fue pospuesta para el 9 de marzo de este año, a diferencia de las otras 2 versiones (Type B y Regular).
El 27 de abril de 2011, se lanzó a la venta un DVD con el concierto final del Tour realizado el año 2010; el DVD titula D Live Tour 2010 'In the name of Justice' FINAL.
Durante 2010, fue anunciado el primer tour europeo de D, titulado VAMPIRE SAGA in Europe ~Path of the Rose~, siendo esta la primera vez que la banda sale de Japón. El tour duró desde el 7 de mayo al 22 de 2011; este tour recorre gran parte de Europa, contando países como Alemania, Francia, Rusia, entre otros países.
Junto con el anuncio de este tour, se desveló también que D se presentaría en la prestigiosa convención de Anime A-Kon 2011, realizada en Dallas, Texas. Este evento se realizara del 10 al 12 de junio de 2011.
Para el segundo semestre de 2011, D anuncia el lanzamiento de un nuevo sencillo, el cual lleva por título Torikago Goten ~L'Oiseau Bleu~. El sencillo se lanza el 28 de julio dispuesto en 2 versiones: Type A y B. La versión A incluye CD con 2 canciones, la que da nombre al sencillo más una nueva y un DVD con el PV de la canción principal; mientras que la versión B incluye CD con la canción principal, su track sin voz (voiceless) y 2 canciones nuevas. Al comprar las 2 versiones juntas (A+B) se obtendrá el Making Of del PV. En ayuda para las víctimas del Terremoto de Japón de 2011 parte del dinero recaudado será donado a la Cruz Roja del país.
En el marco de su último concierto de la gira por Japón en promoción de su último lanzamiento, D, el 31 de agosto de 2011, emite en vivo a través de Ustream aquella presentación, realizada en Akasaka BLITZ, para todo el mundo. Como es común en los conciertos de la banda el setlist fue muy diverso contemplando canciones tanto de lo actual como de sus clásicos. Fue visto por más de 1500 personas alrededor del mundo, dando cabida a que las redes sociales hagan su participación.
Luego de esto, D anunció el lanzamiento de un nuevo miniálbum para el 21 de noviembre, el cual lleva por título Huang Di ~yami ni umareta mukui~ el cual fue lanzado en 2 versiones (Regular & Limitada). Además, se lanzó una edición internacional del miniálbum, el cual lleva todos los temas del lanzamiento más unos temas de lanzamientos anteriores.
Ya a inicios del 2012, D se presentó en diversos eventos (entre ellos, un evento producido por ellos llamado Mad Tea Party) con otras bandas del género como 9Goats Blackout, Matenrou Opera, Versailles, etc. En medio de todo esto, se anunció el lanzamiento de dos nuevos singles para el 13 de febrero los cuales estarían disponibles únicamente para los miembros de su Fanclub oficial. Uno de ellos se titula Nyanto-shippo "De"!?, mientras que el otro es un re-make de su antiguo sencillo Ultimate Lover. Este último además del tema que le da origen incluye una canción nueva llamada Ai no Kakera.
Tras esto el grupo ha anunciado una nueva gira mundial, que les llevará a recorrer durante algo más de un mes toda Europa y por primera vez Sudamérica, específicamente Argentina, Brasil y Chile.
Con este anuncio, bastó un tiempo más para que hicieran el anuncio de un nuevo sencillo titulado Dying message el cual será lanzado el 30 de mayo del presente año en 3 versiones. Este sencillo marca un cambio de discográfica por parte de D, pero continuando su actividad como banda Indie una vez más, a la discográfica Y-YARD. Cabe destacar que con este sencillo, D regresó a los tops del ranking Oricon llegando al primer puesto en la categoría Indie Singles.
Ya en la mitad del bloque europeo del tour Dying message World Tour 2012, además del sencillo mencionado se hizo público el anuncio de otro nuevo sencillo para el 18 de julio llamado Danzai no Gunner. Como ya es costumbre, el sencillo se presentará en 3 ediciones distintas: Type A y B limitados, y Type C regular.
Después de muchos eventos y "fanmeetings", además del fin de su tour de verano, se develó el lanzamiento de un nuevo miniálbum, Namonaki Mori no Yumegatari. El concepto de este miniálbum es el bosque, todos sus temas relatan una historia relacionada con este como símbolo del espíritu de la vida. La fecha de lanzamiento de este será el 14 de noviembre en sus tres versiones: Type A (CD+DVD), Type B (CD+DVD Making), y Type C (CD). La banda volvió a ingresar a la lista del ranking Oricon, quedándose con el primer puesto en la categoría Indie Albums.
Este año 2013 se celebra el 10.º Aniversario del grupo desde que debutó, y para celebrarlo han anunciado una gran cantidad de noticias. La primera es el lanzamiento de un best-box que recopila sus mayores éxitos lanzados en su discográfica GOD CHILD RECORDS, cuyo nombre es Treasure Box. A pesar de que es un lanzamiento limitado que estuvo en venta hasta finales de febrero, su fecha de lanzamiento es el día 7 de abril. Incluye 2 discos con 12 canciones cada uno (entre ellas un tema nuevo), un DVD con 10 PV contando su nuevo vídeo musical de la canción "Night-ship D", un mini-photobook más un bonus. Con esto han hecho aparición en múltiples revistas reconocidas de Japón como SHOXX, Cure, y Club Zy.
Otra de las noticias es la apertura de su cuenta oficial en YouTube y Ameblo. Además, se hará un tour por Japón que cuenta con fechas desde fines de marzo hasta mayo llamado Bon Voyage!, el cual también titula a su nuevo sencillo limitado para su Fan Club Oficial que contará con 2 temas nuevos.

## Miembros
Miembros Actuales
- Asagi (Vocal) (ex- Balsamic, JE*REVIENS y Syndrome)
- Ruiza (Guitarra) (ex- Distray, LAYBIAL y Syndrome)
- HIDE-ZOU (Guitarra) (ex- Lapis, Clair de Lune, As'REAL y S to M)
- Tsunehito (Bajo) (ex- Relude, Givuss y SCISSOR)
- HIROKI (Batería) (ex- OVERTAKER, Michiru Project, Aioria y S to M)

Miembros Antiguos
- Rena (Bajo) (2003-2005)
- Sin (Guitarra) (2003-2003)

## Discografía
Albums
- 2003.07.18 NEW BLOOD
- 2004.01.07 Paradox
- 2005.09.28 The Name of the ROSE
- 2006.11.22 Tafel Anatomie
- 2007.11.07 Neo Culture ~Beyond the World~
- 2009.03.04 Genetic World
- 2010.03.24 7th Rose
- 2011.01.12 Vampire Saga
- 2011.11.21 Huang Di ~yami ni umareta mukui~
- 2012.11.14 Namonaki Mori no Yumegatari
- 2014.11.12 Kingdom

Best-albums
- 2013.04.07 Treasure Box

Singles
- 2004.05.12 夢なりし空中庭園 (Yume Narishi Kuuchuu Teien)
- 2005.01.12 真昼の声～Synchronicity～ (Mahiru no Koe ~Synchronicity~)
- 2005.06.22 闇より暗い慟哭のアカペラと薔薇より赤い情熱のアリア (Yami Yori Kurai Doukoku no A CAPELLA To Bara Yori Akai Jounetsu no Aria)
- 2006.08.03 太陽を葬る日 (Taiyou wo Okuru Hi)
- 2007.04.25 Dearest You
- 2007.07.18 桜花咲きそめにけり (Ouka Saki Some ni Keri)
- 2007.08.15 Schwarzschild
- 2008.05.07 BIRTH
- 2008.09.03 闇の国のアリス (Yami no Kuni no Alice)
- 2009.01.21 Snow White
- 2009.09.23 Tightrope
- 2009.12.02 Day by Day
- 2010.03.10 風がめくる頁 (Kaze ga Mekuru Page)
- 2010.07.28 赤き羊達による晩餐会 (Akaki Hitsuji ni Yoru Bansankai)
- 2010.11.17 In the Name of Justice
- 2011.07.28 鳥籠御殿 ~L’Oiseau Bleu~ (Torikago Goten ~L'Oiseau Bleu~)
- 2012.05.30 Dying message
- 2012.07.18 断罪の銃士 (ガンナー) (Danzai no Juushi (Gunner))
- 2013.04.12 Bon Voyage!
- 2013.08.08 Rosenstrauss
- 2013.12.11 DARK WINGS
- 2014.07.23 月の杯 ("Tsuki no Sakazuki")
- 2015.09.16 Happy Unbirthday

Remakes
- 2004.12.08 NEW BLOOD～second impact～
- 2006.02.08 The name of the ROSE
- 2006.05.03 Paradox
- 2006.05.03 夢なりし空中庭園~Remix~ (Yume Narishi Kuuchuu Teien ~Remix~)

DVD
- 2007.03.14 「Tafel Anatomie Tour 2006～12.06 Tour Final 渋谷公会堂～」
- 2007.05.06 「Tafel Anatomie～Sense Cell～」 (solo por orden vía internet)
- 2008.07.30 「LAST INDIES TOUR 2008 Follow me～05.05FINAL赤坂 BLITZ～」
- 2009.03.04 「TOUR 2008 "Alice in Dark Edge" Final」
- 2010.03.31 「D 1st Video Clips」
- 2011.04.27 「D Live Tour 2010 'In the name of Justice' FINAL」
- 2013.10.30 「D 10th Anniversary Special Premium Live 2013 "Bon Voyage!" ～at 渋谷公会堂～」
- 2015.03.18 「D 47 Todofuken TOUR FINAL at Maihama Amphitheater」
- 2016.04.06 「D 復活ONE-MAN HAPPY UNBIRTHDAY at AKASAKA BLITZ」

-Singles- Live Distributed
- 2003.11.27 Alice
- 2004.11.04 繭月の棺 (Mayutsuki no Hitsugi)
- 2005.02.17 白い夜 (Shiroi Yoru)
- 2005.09.12 Sub Rosa
- 2006.12.06 Ultimate Lover
- 2012.02.13 Nyanto-shippo "De"!?
- 2012.02.13 Ultimate Lover (re-recording)
- 2013.12.15 太陽を背にして ("Taiyou no Se ni Shite")
- 2014.12.13 Dandelion

-DVD- Live Distributed
- 2005.05.21 2nd Anniversary Memorial
- 2005.09.26 Making of Sleeper
- 2005.12.05 Making of 繭月の棺
- 2006.05.21 3rd Anniversary Memorial
- 2007.04.05 Making of Dearest You
- 2007.08.25 Making of 桜花咲きそめにけり and Schwarzschild

Omnibus
- 2004.02.27 CANNONBALL Vol. 1
- 2004.07.28 Cure - Japanesque Rock Collectionz

## Videografía
Se clasifican como PV, sigla en inglés que significa "Promotional Video" (Video Promocional)
Por orden cronológico son:
- Yami Yori Kurai Doukoku no A cappella to Bara Yori Akai Jounetsu no Aria
- Mayutsuki no Hitsugi
- Sleeper
- Taiyou wo Okuru Hi
- Dearest You
- Ouka Saki Some ni Keri
- Schwarzschild
- Kuon
- Barairo no Hibi
- BIRTH
- Yami no Kuni no alice
- Snow White
- Nocturnal
- Tightrope
- Day by Day
- Kaze Ga Mekuru Page
- 7th Rose
- Akaki Hitsuji ni Yoru Bansankai 〜Version A〜
- Akaki Hitsuji ni Yoru Bansankai 〜Version B〜
- In the Name of Justice
- Der König Der Dunkelheit
- Torikago Goten ~L'Oiseau Bleu~
- Huang Di ~yami ni umareta mukui~
- Dying message
- Danzai no Gunner
- Namonaki Mori no Yumegatari
- Night-ship D
- Rosenstrauss
- DARK WINGS
- Tsuki no Sakazuki
- Shuuen ~Sora he no Kaki~